# Теогност Кијевски
Свети Теогност (лат. Theognostus, рус. Феогност) био је митрополит кијевски. По пореклу је био Грк и наследник светог Петра Кијевског. Страдао је много у монголској хорди од Џинибека јер је био оклеветан код монголског цара од својих људи, Руса, како не плаћа цару никакав данак на свој чин. Кад га је цар дозвао и упитао о томе, он рече: "Христос Бог наш искупио је цркву Своју од незнабожаца чесном крвљу Својом". Нашто сад плаћати данак незнабошцима? Најзад се некако ослободио и вратио кући. Управљао је црквом двадесет пет година. Умро је 1353. године.
Српска православна црква слави га 14. марта по црквеном, а 27. марта по грегоријанском календару.